# 961

## Události

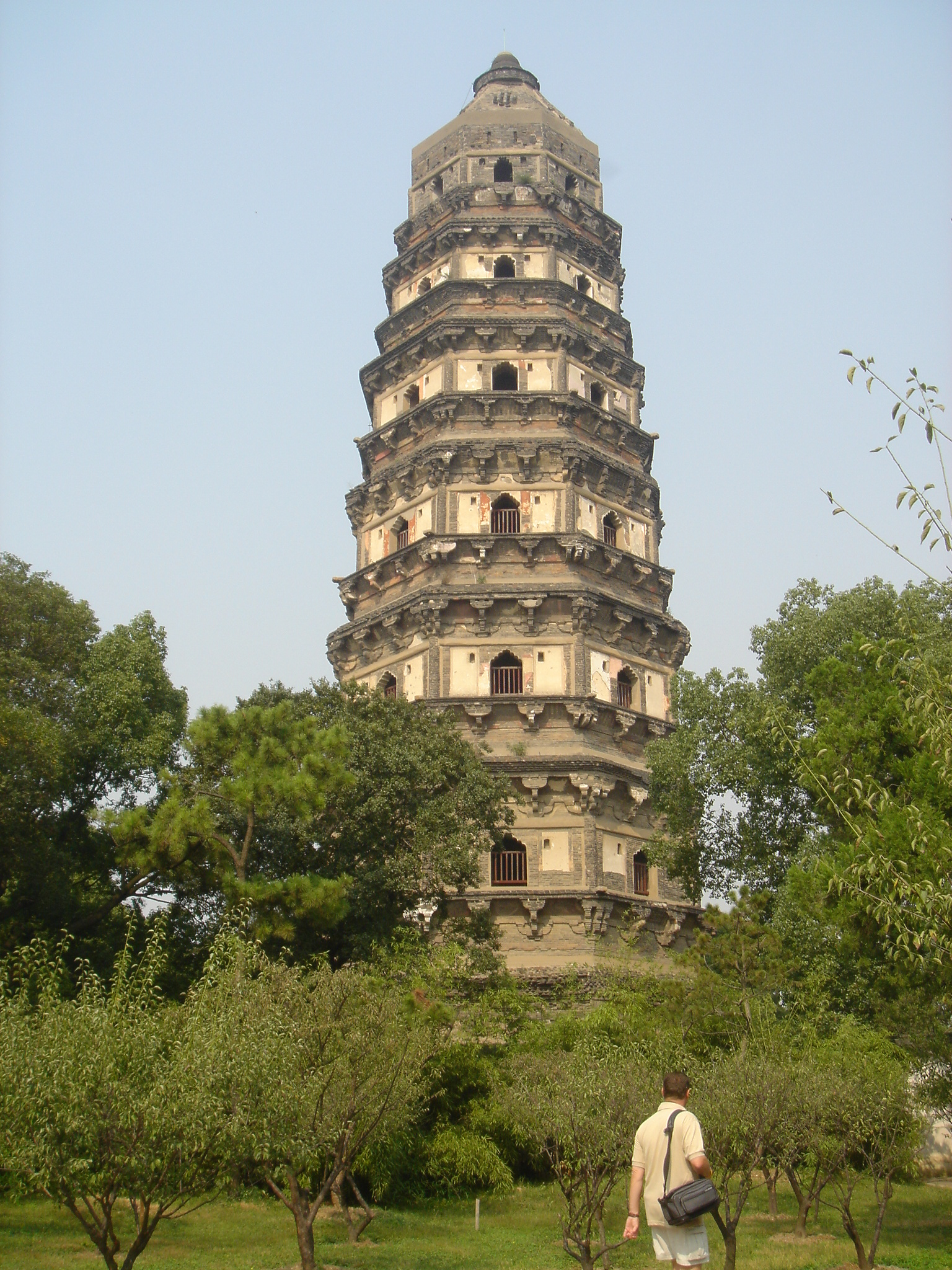
pagoda Jün-jen

- 6. března – Byzantská vojska pod vedením Nikefora II. dobyla Chandax, padl tak Krétský emirát
- bitva u Fitjaru – Haakon I. Norský porazil povstalce vedené potomky Erika Krvavé sekyry, v bitvě byl však zabit
- Harald II. Norský začal vládnout v západní části Norska
- Ani (dnes v Turecku) se stalo hlavním městem Arménie
- v Su-čou na Tygřím vrchu postavena pagoda Jün-jen

## Narození
- sv. Editha z Wiltonu, anglická jeptiška († 15. září 984), dcera krále Edgara
- sv. Odilo z Cluny, katolický světec († 1049)
- Pietro II. Orseolo, benátský dóže († 1009)
- Ramiro III. Leónský, vikingský náčelník († 1005)

## Úmrtí
- 17. července – Tu, císařovna vdova říše Sung
- 15. října – Abd ar-Rahmán III., córdobský chalífa (* 11. ledna 889/91)
- Haakon I. Dobrotivý, norský král

## Hlavy států
- České knížectví – Boleslav I.
- Papež – Jan XII.
- Anglické království – Edgar
- Skotské království – Indulf
- Polské knížectví – Měšek I.
- Východofranská říše – Ota I. Veliký
- Západofranská říše – Lothar I. Francouzský
- Dánsko – Harald Modrozub
- Uherské království – Takšoň
- První bulharská říše – Petr I. Bulharský
- Byzanc – Romanos II.